# Sungai Baung (Muara Bulian)
Sungai Baung is een bestuurslaag in het regentschap Batang Hari van de provincie Jambi, Indonesië. Sungai Baung telt 2187 inwoners (volkstelling 2010).